# Quase certamente
Na teoria das probabilidades, um evento acontece quase certamente (q.c.) se a sua probabilidade é 1.
O conceito é análogo ao de "quase em todo o lado" da teoria da medida. Encontra-se muitas vezes em problemas ou raciocínios que envolvem o tempo infinito, os espaços de infinitas dimensões como espaços funcionais, ou infinitesimais.